# 日輪舎

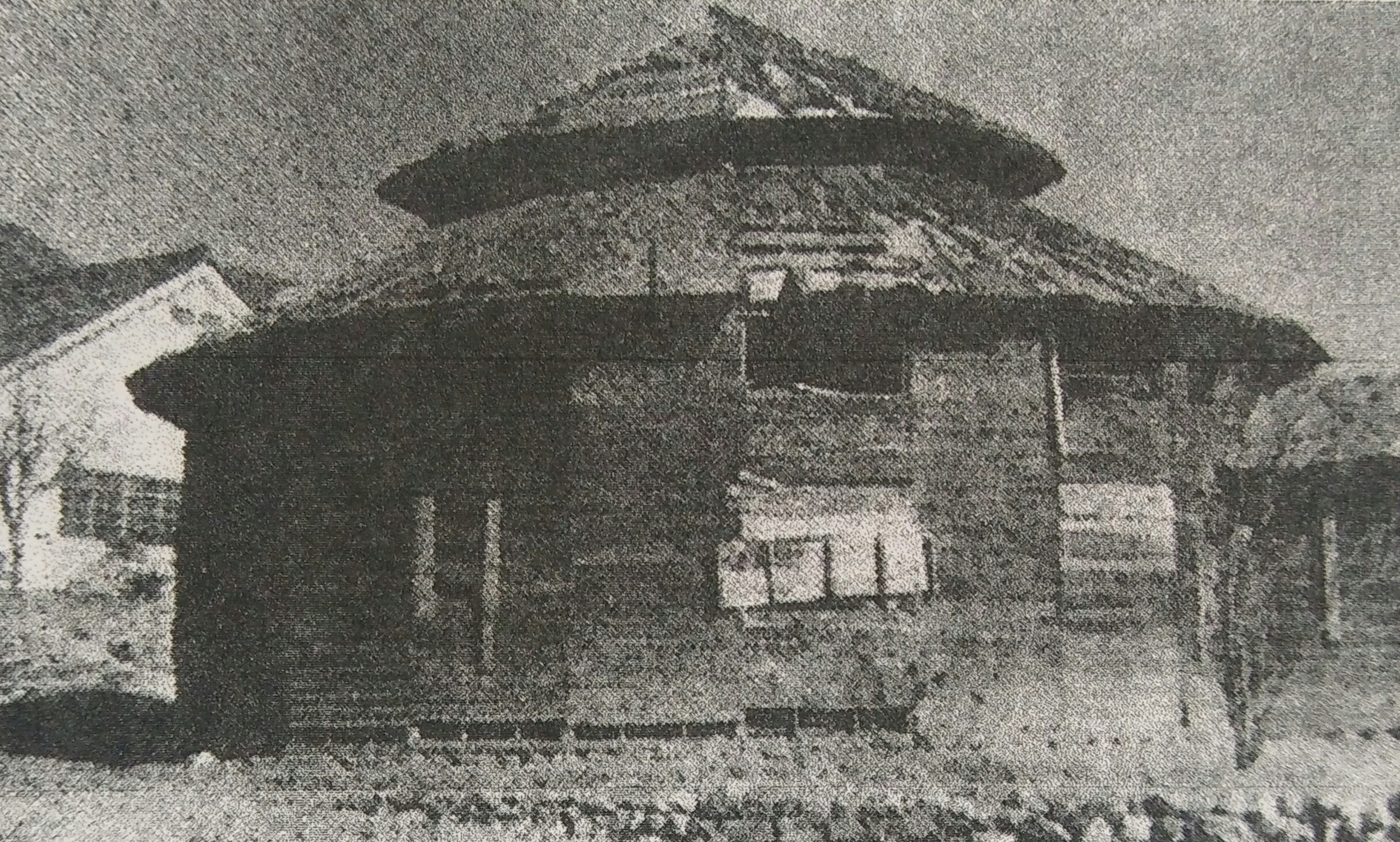
日輪舎（1953年撮影）。左に写り込んでいるのは岐阜少年院

日輪舎（にちりんしゃ）はかつて岐阜県各務原市に存在した施設。川崎造船所(現:川崎重工)少年院修練道場や、各務原少年訓練所、岐阜少年院などに使用され、円形の建物が特徴であった。

## 概要
各務山の山麓（現在の各務原市各務山ノ前町1丁目附近の各務原スポーツ広場）に所在した。この地域は、高山本線の各務ケ原駅から近く交通の便がよいこと、川崎造船所工場や軍の基地（各務原飛行場）からも近いことから、はじめは結核の診療所をつくる計画が持ち上がっていたが、地域住民からの反対があり、中止となった。しかしその後、川崎造船所が少年修練道場として日輪舎をつくる話が具体化し、1943年（昭和18年）に完成した。この日輪舎は13棟あり、川崎造船の少年修練道場や、朝鮮人の宿泊施設、各務原少年訓練所として使われていた。1949年に法務府によって買収され、瀬戸少年院の分院「各務農芸学院」となる。1952年には独立した岐阜少年院となったが、日輪舎の建造物は1955年頃から解体されて姿を消した。
跡地は各務原スポーツ広場となっている。

## 建物の構造
円形の建屋の直径は12 - 13m、高さ6 - 7m、屋根は二層の杉板のトントン吹きで約2mの間口は突出しており、そこが出入り口であった。また、一棟で約20人収容できた。
内部は、中央が土間で石を組んだ炉が作られており、炊飯と冬の暖房ができるようになっていた。土間の周辺は約2mの板縁が円形に作られ、上下二段で宿泊できるように工夫されていた。上段に上る梯子があり、廊下の部分は区切られ、採光窓があり通風も兼ねていたが、それでも内部は薄暗く、生活環境は良いものではなかった。
軍隊が掘った深さ42mの井戸があり、底に水中ポンプが設置され、水量も豊富で渇水することはなかった。